# Wilhelm Killing

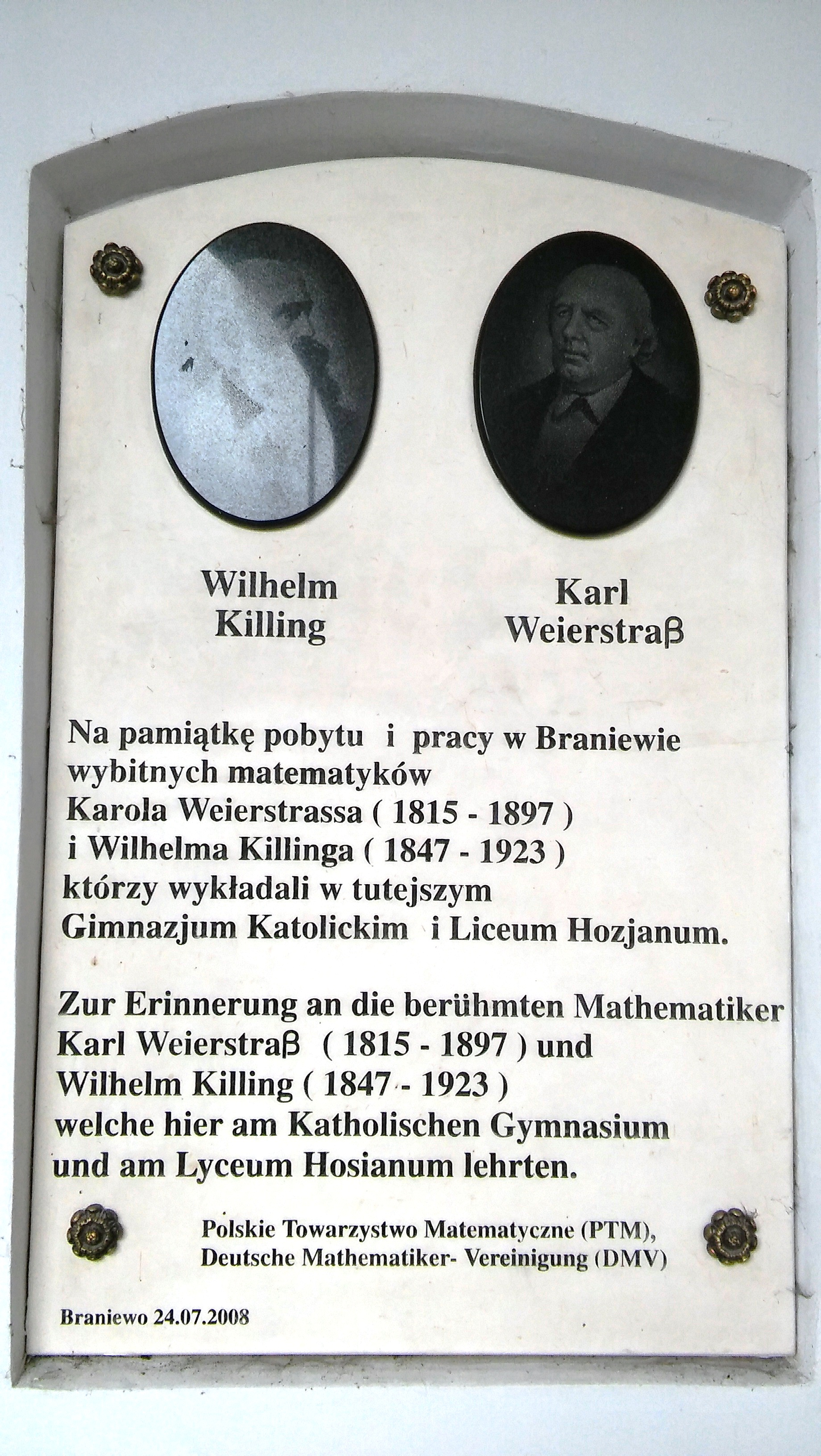
Tablica upamiętniająca pobyt i pracę Killinga na uczelni w Braniewie (na budynku Collegium Hosianum)

Wilhelm Karl Joseph Killing (ur. 10 maja 1847 w Burbach w Nadrenii Północnej-Westfalii, zm. 11 lutego 1923 w Münster) – niemiecki matematyk, autor istotnych prac z zakresu teorii algebr i grup Liego oraz geometrii nieeuklidesowej.

## Życiorys
Killing studiował na uniwersytecie w Münster, a następnie przygotował rozprawę doktorską pod kierunkiem Karla Weierstrassa, którą obronił w Berlinie w 1872 roku. Następnie nauczał w gimnazjach, a w 1882 został profesorem Lyceum Hosianum w Braunsberdze (ówcześnie, w okresie zaborów – Braunsberg, obecnie – Braniewo). Zasiadał we władzach szkoły i miasta. Jako profesor i przełożony był powszechnie szanowany i lubiany. W 1892 otrzymał katedrę profesorską na uniwersytecie w Münster.
Z żoną Anną Commer miał sześcioro dzieci (dwoje zmarło w wieku dziecięcym). Wraz z małżonką wstąpił w roku 1886 do Trzeciego Zakonu Franciszkańskiego.

## Działalność naukowa
W okolicy roku 1880 Killing wprowadził, niezależnie od Sophusa Lie, pojęcie algebry Liego. Biblioteka uniwersytecka do której miał dostęp, nie zawierała skandynawskich czasopism naukowych, w których Lie opublikował swój artykuł. Lie dość pogardliwie odnosił się do osiągnięć Killinga twierdząc, że wszystko co było w nich poprawne, zostało wcześniej dowiedzione przez niego, a cała reszta jest niepoprawna. Mimo że prace Killinga były mniej ścisłe niż Liego, to dotyczyły szerszego zakresu zagadnień (obejmujących teorię klasyfikacji grup), a z czasem wykazano poprawność wielu nieudowodnionych przypuszczeń. Sam Killing pozostawał skromny w ocenie swojego dorobku.
W latach 1888–1890 sklasyfikował zespolone proste algebry Liego, wprowadzając obiekty znane obecnie jako podalgebra Cartana i macierz Cartana. (Późniejsze prace Élie Cartana polegały w znacznej mierze na ścisłym uporządkowaniu wyników uzyskanych przez Killinga). Zdefiniował także pojęcia wektorów pierwiastkowych i ich układu. W 1887 odkrył specjalną algebrę Liego g2. Jego metoda klasyfikacji oparta na wektorach pierwiastkowych przewidywała istnienie wszystkich przypadków specjalnych prostych algebr Liego. Zostały one skonstruowane przez innych matematyków w późniejszym okresie.
Killing był także pierwszym, który użył nazwy „równanie charakterystyczne” dla określenia równania {\displaystyle \det(\lambda I-A)=0.}